# Jiří Kajínek
Jiří Kajínek (* 11. ledna 1961 Prachovice) je český vrah, recidivista, televizní celebrita a influencer. V roce 1998 byl odsouzen za dvojnásobnou nájemnou vraždu a jeden pokus vraždy k doživotnímu trestu odnětí svobody. Z vězení se mu podařilo několikrát uprchnout. Jeho případ se stal všeobecně známým, probíhala veřejná diskuse, zda byl odsouzen právem, a byl podle něho natočen film Kajínek. 
Dne 23. května 2017 mu prezident republiky Miloš Zeman udělil milost, což vedlo k jeho propuštění na svobodu.

## Život

### Trestná činnost do roku 1993
Ve vězení byl poprvé v roce 1982 za vloupání do chat. V roce 1985 byl opět odsouzen za bytové krádeže, nedovolené ozbrojování a útok na veřejného činitele, protože při zatýkání zranil pěstmi dva policisty a třetího shodil ze schodů. V únoru roku 1990 byl propuštěn, nikoli na amnestii, kterou vyhlásil prezident Václav Havel, ale na vyhovění žádosti o prominutí zbytku trestu. V témže roce však byl znovu odsouzen, tentokrát na 11 let, za loupežné přepadení policistů se zbraní v ruce a krádež jejich vozu.

### Doživotní trest za dvojnásobnou vraždu
Dne 23. června 1998 byl Krajským soudem v Plzni odsouzen k doživotnímu trestu odnětí svobody pro trestný čin vraždy a další podle v médiích opakovaného slovního spojení „méně závažné trestné činy“, ve skutečnosti např. podle usnesení NS z 19. září 2001 nedovolené ozbrojování extrémně velkým množstvím zbraní – samopalů, pistolí i s tlumiči, brokovnice a velkého množství nábojů i prázdných zásobníků.
Trestného činu vraždy (dílem dokonaného a dílem ve stadiu pokusu) se dle rozsudku dopustil tím, že v Plzni na silnici vedoucí do Českého údolí, cca 15 metrů od křižovatky Klatovské třídy se silnicí do Českého údolí dne 30. května 1993 kolem 20.15 hod. zastřelil nejméně 12 výstřely plzeňského podnikatele Štefana Jandu (27) a jeho osobního strážce Juliána Pokoše (30), kteří cestovali v osobním automobilu Mazda. Těžce zraněn byl i další Jandův osobní strážce Vojtěch Pokoš (25), který však díky rychlému lékařskému zákroku útok přežil a později se stal hlavním svědkem. Pražský podnikatel Antonín Vlasák byl Štefanem Jandou vydírán pro nevyrovnané finanční dluhy a proto si Jiřího Kajínka údajně za částku 100 000 Kč najal k zastrašení Jandy. Kajínek objednávku „nad rámec dohody“ překročil a to v době, kdy si měl odpykávat jedenáctiletý trest za předchozí trestnou činnost. Vinu na vraždách Jiří Kajínek nikdy nepřiznal a opakovaně se snažil o obnovu procesu.
Trestní spis obsahuje více než 10 000 stran a projednávání případu trvalo 46 dnů. Proces byl několikrát odročen a trval téměř šest let. Před soudem vypovídalo 56 svědků a asi 10 soudních znalců. Rozsudek krajského soudu s odůvodněním obsahuje 130 stran. O podmíněné propuštění z vězení mohl dle rozsudku Jiří Kajínek zažádat v roce 2022.

### Snaha orevizi odsouzení na doživotí
- červen 1998 – Krajským soudem v Plzni odsouzen k trestu odnětí svobody na doživotí.[8]
- únor 1999 – Vrchní soud v Praze zamítl odvolání Kajínka.[9]
- únor 2001 – ministr spravedlnosti Pavel Rychetský podal k Nejvyššímu soudu stížnost pro porušení zákona, která byla zamítnuta.[10]
- říjen 2001 – ministr spravedlnosti Jaroslav Bureš podal ústavní stížnost, kterou Ústavní soud odmítl.[11]
- listopad 2001 – ústavní stížnost podal i Jiří Kajínek, Ústavní soud ji odmítl.[12]
- leden 2004 – Kajínkovi noví právní zástupci Klára Slámová a Kolja Kubíček požádali o obnovu procesu, plzeňský krajský soud ji zamítl,[13] na základě stížnosti zamítnutí ale Vrchní soud v Praze kvůli procesním vadám zrušil[14] a Krajský soud v Plzni rozhodl znovu tak, že žádost o obnovu procesu zamítl.[15] Následovala opět stížnost, ale pražský vrchní soud zamítnutí potvrdil.[16]
- srpen 2006 – ministr spravedlnosti Pavel Němec podal k Nejvyššímu soudu stížnost pro porušení zákona, která byla zamítnuta.[17]
- listopad 2007 – právní zástupkyně Kajínka Klára Slámová podala k Ústavnímu soudu dvě ústavní stížnosti, které byly spojeny v jednu a ta byla odmítnuta.[18]
- 2011 – Kajínek podal novou žádost o obnovu procesu, Krajský soud v Plzni ji zamítl[19][20] a Vrchní soud v Praze zamítnutí potvrdil.[21]
- září 2011 – Kajínek podal k Ústavnímu soudu další ústavní stížnost, která byla odmítnuta.[22][23]

### Útěky zvězení
Dne 18. ledna 1993 ředitel věznice na doporučení vězeňské komise přerušil výkon trestu na dobu 21.–23. ledna 1993. Kajínek se ale do vězení už nevrátil a o 4 měsíce později spáchal vraždy, kvůli kterým byl později odsouzen na doživotí.
Druhý pokus o útěk se stal v červenci 1994, když byl Kajínek umístěn ve vazební věznici České Budějovice. Byl zachycen toho samého dne, ale o přesných událostech a tom jak toho bylo dosáhnuto jsou spory.
Dne 11. září 1996 se Jiří Kajínek pokusil uprchnout z vězení ve Valdicích, kam byl po svém jednodenním útěku z českobudějovické věznice převezen. Po dvacetiminutovém pátrání byl objeven na střeše jednopatrového přístavku a poté dopraven zpět do cely.
Po svém konečném odsouzení byl převezen do Věznice Mírov. Také odtud se mu podařilo 29. října 2000 kolem 18.15 hodin opět uprchnout. V médiích se často opakuje informace, že je zřejmě jediným vězněm, kterému se podařilo z této věznice uprchnout, ale není to pravda, v roce 1976 z Mírova utekl Jiří Staněk s dalšími dvěma muži. S Kajínkem měl utéct i Martin Vlasák, dvojnásobný vrah a Kajínkův kamarád, který však (zřejmě kvůli momentálnímu zkratu) zůstal v cele. Dne 8. prosince 2000 byl Jiří Kajínek zadržen Útvarem rychlého nasazení v bytě pětinásobného vraha Ludvíka Černého, člena gangu Orlických vrahů, který si rovněž odpykává doživotní trest.

### Pochybnosti o vině
Především Kajínkův poslední útěk vyvolal v médiích celou řadu spekulací a fám. Začala vznikat jakási legenda o českém „Robinu Hoodovi“. V médiích se začala zdůrazňovat především jeho vysoká inteligence a naopak se zpochybňovala jeho kriminální činnost. U části veřejnosti převládá názor, že Kajínek je nevinný a že se stal obětí komplotu. Soudy ale dosud všechny návrhy na obnovu řízení zamítly, i přes předložení údajných nových důkazů o Kajínkově nevině.[zdroj?]
Existují však také zdroje, které považují za skutečné vrahy nikoliv Jiřího Kajínka, nýbrž tehdejší policisty Jaroslava Kronďáka a Jana Mikeše.
Ve prospěch Jiřího Kajínka podal tehdejší ministr spravedlnosti Pavel Němec stížnost pro porušení zákona, kterou Nejvyšší soud zamítl. Místopředseda vlády Miloše Zemana a pozdější předseda ústavního soudu Pavel Rychetský v roce 2001 vyjádřil soukromý úsudek: „Pokud tu vraždu nespáchal pan Kajínek, tak ji spáchal asi někdo od policie.” A upozornil na nestandardní postup policie: „To byl evidentně případ, kdy někteří policisté spolupracovali s podsvětím.“
V červenci roku 2010 média uvedla zprávu, že inspekce policie prověřuje případ vraždy podnikatele Jandy z roku 1993 na základě trestního oznámení česko-rakouského podnikatele Phillipa Janýra. Úřady nevyloučily revizi rozsudku.

### Prezidentská milost
V dubnu 2017 prezident Miloš Zeman na setkání s občany v Čáslavi pronesl, že vážně uvažuje o milosti pro Jiřího Kajínka, přestože na začátku svého funkčního období označil milosti za přežitek a v únoru roku 2016 prezident na setkání s občany prohlásil, že Jiřímu Kajínkovi milost nedá. Dne 10. května 2017 se s Kajínkem sešla ve věznici Rýnovice manželka prezidenta Ivana Zemanová. Den poté 11. května 2017 prezident Miloš Zeman oznámil v pořadu Týden s prezidentem na TV Barrandov, že v druhé polovině května podepíše milost pro Jiřího Kajínka. Součástí milosti se stala sedmiletá podmínka, během níž se nesmí dopustit žádného trestného činu. V opačném případě by se vrátil do vězení. Dne 23. května 2017 Miloš Zeman milost podepsal a Jiří Kajínek byl ještě téhož dne propuštěn na svobodu. Před bránou věznice v Rýnovicích jej čekali novináři a vítaly desítky fanoušků, kteří chtěli propuštěného vězně vidět naživo. V následné diskuzi s novináři Kajínek všem svým přívržencům poděkoval.

### Život po propuštění
V souvislosti s mediálním zájmem se stal svého druhu celebritou. Po omilostnění žije s manželkou v Brně-Bystrci.
Po omilostnění se z něj rychle stala mediální celebrita. Na sociální síti Instagram do července 2024 nasbíral 43 tisíc sledujících, a na YouTube jeho kanál odebírá 62 tisíc lidí. Díky tomu ho některá média (zejména bulvárnější) začala nazývat influencerem. Například na podzim 2020 vystupoval v pořadu TV Prima Policie v akci, pořad také propagoval na svém YouTube kanálu. Natočil také několik dalších reklamních videí, propagoval například vymahačskou firmu nebo prodejce matrací. Nebylo to ovšem poprvé, kdy Kajínek využil mediálního zájmu pro vlastní výdělek. Již v roce 2004 byl například tváří billboardové kampaně Radia Kiss. Arbitrážní komise Rady pro reklamu tehdy prohlásila reklamu za neetickou. V roce 2007 zase pro TV Nova propagoval v tiskovém inzerátu nově nasazený seriál Útěk z vězení. V červenci 2024 přišel Jiřímu Kajinkovi dopis od prezidenta republiky Petra Pavla, podle kterého splnil podmínky udělené prezidentské milosti, čímž se stal svobodným občanem bez dalších právních omezení.

## Odraz v kultuře
Na podzim roku 2000 vytvořil student Marek Blahuš počítačovou hru Hlídej si svého Kajínka, kterou si stáhly desítky tisíc lidí.
O Jiřím Kajínkovi vznikl film Kajínek, který měl premiéru 5. srpna 2010. Jde o režijní debut Petra Jákla a hlavní roli ztvárnil ruský herec Konstantin Lavroněnko.
V roce 2014 mu Nakladatelství Fragment vydalo memoáry s názvem Můj život bez mříží. Kniha byla vydána také jako e-kniha a audiokniha.
Dle spekulací si za práva k zfilmování svého příběhu a pravděpodobně podíl z tržeb (film vydělal 80 milionů korun) a za prodej knihy, jejíž náklad se zcela vyprodal, vydělal kolem dvou milionů korun. Další tři miliony korun mohl dle některých odhadů inkasovat v době po omilostnění a propuštění za seriál Já, Kajínek a za spolupráci s TV.
Literární alter ego Jiřího Kajínka nazvané Jiří Pájínek se také stručně objevilo v satirické knize plzeňského spisovatele Radovana Lovčího s názvem Tuto se může stát jenom v Plzni, anebo v New Yorku (vyšla v roce 2020). V té autor mimo jiné ironizuje plzeňské politické a veřejné poměry i vliv místních kmotrů. Pájínek, představený jako oběť místní justice i nekvalitního policejního vyšetřování, však v knize sehraje pouze drobnou a vedlejší roli.